# Salomon Budzyner
Salomon (Salem) Budzyner (ur. 13 lipca 1872 w Warszawie, zm. 6 kwietnia 1940 we Włoszech w jednym z nadmorskich miasteczek) – żydowski działacz gospodarczy i polityczny, senator RP w latach 1928–1930.

## Życiorys
Urodził się w żydowskiej rodzinie ortodoksyjnej jako syn Binema Budzynera (1839–1913), rzezaka rytualnego, i Estery Małki z Horowitzów (1845–1915).
Uczył się w Tomaszowie Mazowieckim w szkole religijnej, następnie w Łodzi na kursach handlowych. Zatrudnił się w tamtejszej fabryce włókienniczej „Hirszberg i Birnbaum”, gdzie stopniowo awansował, by po I wojnie światowej zostać prezesem zarządu.
W wyborach do Rady Miejskiej w Łodzi, przeprowadzonych w styczniu 1917, uzyskał mandat radnego, startując z listy Centralnego Żydowskiego Komitetu Wyborczego.
Należał do syjonistycznej partii Mizrachi, był prezesem pełnomocnym gminy żydowskiej i Komitetu Ratunkowego dla udzielania pożyczek Żydom w Łodzi. W wyborach do Senatu przeprowadzonych 11 marca 1928 został w województwie warszawskim wybrany na senatora z listy nr 18 – Blok Mniejszości Narodowych. Należał do Koła Żydowskiego, w komisjach przypuszczalnie się nie udzielał.
W 1939 próbował wraz z rodziną przedostać się do Brytyjskiego Mandatu Palestyny przez Włochy, lecz zmarł 6 kwietnia 1940 w trakcie podróży. Został pochowany w Trieście, a jego grób został nakryty flagą polską dla uhonorowania senatora II RP.
W 1940 wdowa, Maria z d. Sojka, zdołała dotrzeć do celu, gdzie zmarła w 1943. Do Palestyny dotarły też wszystkie dzieci (cztery zamężne córki i syn Szymon Binem Budzyner).